# Sfinge dei Nassi

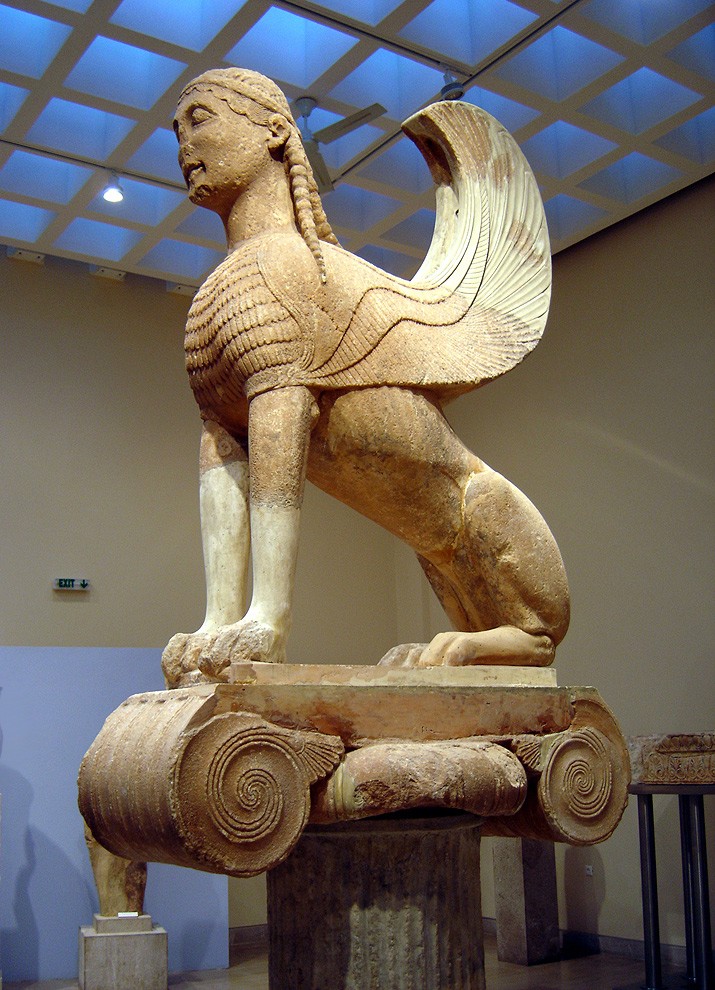
Sfinge dei Nassi, marmo di Nasso, Museo archeologico di Delfi, 380, 1050.

La Sfinge dei Nassi è una statua greca arcaica in marmo di Nasso e di ambiente nesiotico (H 222 cm x L 135 cm) datata 570-560 a.C.; è stata dedicata dalla popolazione di Nasso, nel santuario di Delfi dove è stata ritrovata in stato frammentario nella seconda metà dell'Ottocento. È conservata al Museo archeologico di Delfi (n. inv. 380, 1050).
Raffigura il mitico animale della mitologia egizia che fu trasportato nella cultura greca intorno a cui nacque la leggenda dell'enigma e di Edipo.
Tra i vari tipi di Sfinge, qui vediamo la versione androsfinge con testa di donna, corpo di leone e ali di uccello; il volto ricorda molto quello delle korai, le arcaiche statue greche rappresentanti la figura femminile. La Sfinge dei Nassi si trova in cima ad una colonna ionica alta 10 m, di cui resta solo il capitello. Secondo la tradizione, fu donata dalle genti dell'isola di Nasso all'oracolo di Delfi verso la fine del VI secolo a.C.; dunque la scultura si data intorno al 560 a.C. Come ricordo di questa concessione, nel mito greco si racconta che la Sfinge fu inviata a Tebe da Era o da Ares dopo averla prelevata in Etiopia.